# Thietmar von Minden

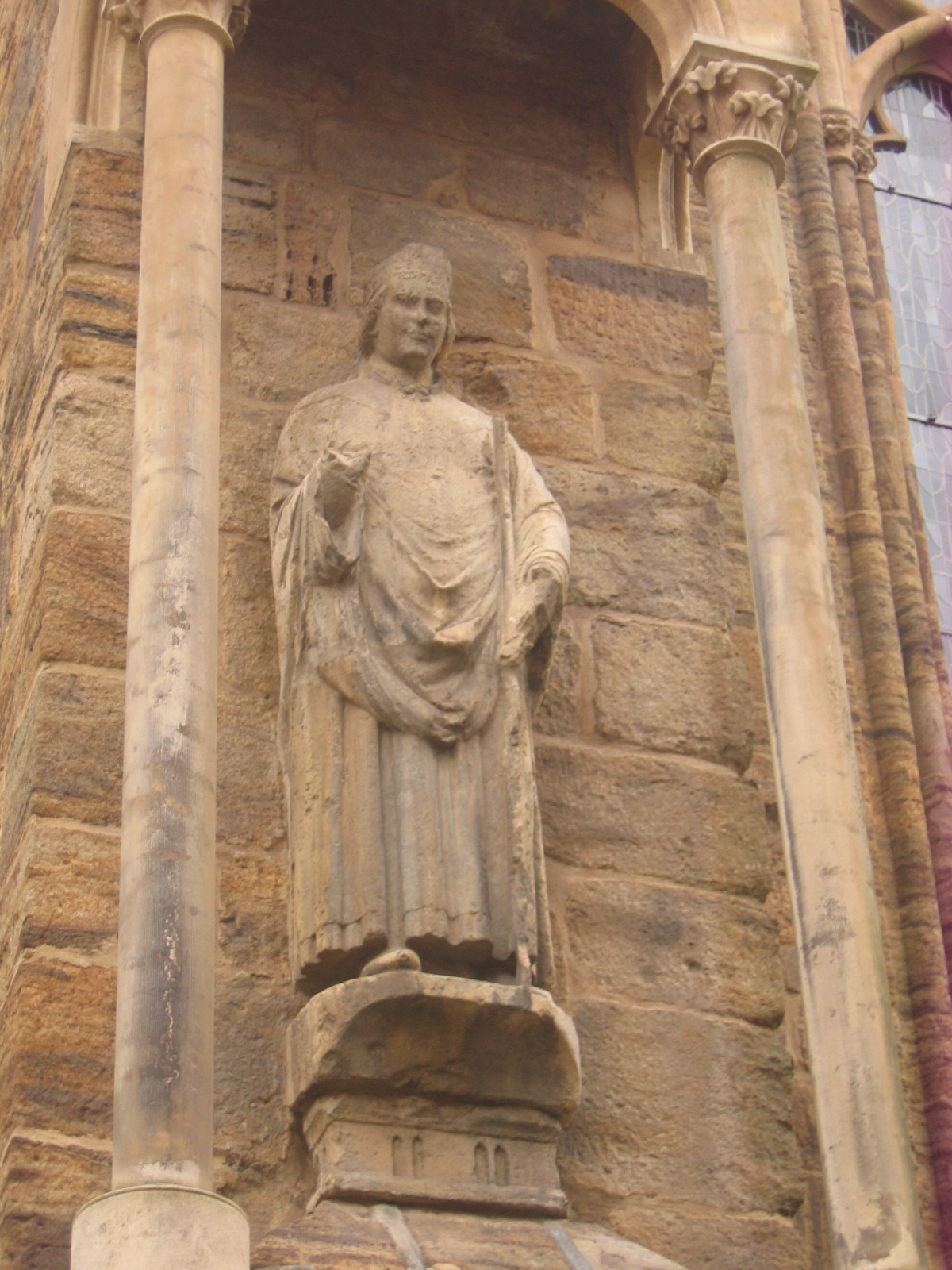
Statue Thietmars am Mindener Dom

Thietmar (auch Thiemo, Theodemarus, heute Dietmar von Minden genannt; * Bayern; † 5. März 1206 in Minden) war Bischof von Minden von 1185 bis 1206.
Der Name Thietmar (heute: Dietmar) kommt aus dem Althochdeutschen und bedeutet Der im Volk Berühmte.
Am 21. März 1189 verlieh Kaiser Heinrich VI., zu dieser Zeit noch König,  Bischof Dietmar von Minden das Recht, die bei Dehem (heute: Ortsteil Dehme der Stadt Bad Oeynhausen) und bei Cruckeberge (heute: Ortsteil Krückeberg der Stadt Hessisch Oldendorf) entdeckten Silbervorkommen auszubeuten.
Im Jahr 1200 weihte Thietmar das Kloster Marienwerder ein.
Thietmar wird als Seliger verehrt.
Sein Gedenktag ist sein Todestag, der 5. März.

## Legende
Über Thietmar wird überliefert, dass er an einem Karfreitag bei Wasser und Brot fasten wollte. Das Wasser, das sein Diener aus dem Brunnen geschöpft hatte, war jedoch zu Wein geworden. Thietmar wies den Trank zurück und verlangte abermals nach Wasser. Als er immer und immer wieder Wein vorgesetzt bekam, begann er dem Diener zu misstrauen. Schließlich begleitete er ihn zum Brunnen und beobachtete genau, auf welche Weise dieser das Wasser schöpfte. Als er selbst bemerkte, wie sich das Wasser in Wein verwandelt hatte, dankte er Gott dafür, dass dieser ihn trotz seiner Unwürdigkeit mit diesem wunderbaren Getränk gestärkt habe.